# 2011년 한국프로야구 올스타전
2011년 한국프로야구 올스타전은 2011년 7월 23일에 서울종합운동장 야구장에서 열린 한국 프로야구의 올스타전 시합이다. 잠실구장에서는 2006년 이래 5년 만에 올스타전이 열리게 되었으며 결과는 웨스턴리그가 이병규의 연장 끝내기 안타로 역전승을 거두게 되었다.

## 올스타 투표 중간 집계
굵은 글씨로 표시된 선수는 올스타 투표 최다 득표자
| 투수     | 차우찬 | 삼성 | 169,114  | 이스턴 | 이스턴 | 이스턴 | 이스턴 |
| 투수     | 류현진 | 한화 | 157,206  | 웨스턴 | 웨스턴 | 웨스턴 | 웨스턴 |
| 포수     | 강민호 | 롯데 | 216,448  | 이스턴 | 이스턴 | 이스턴 | 이스턴 |
| 포수     | 조인성 | LG   | 244,096  | 웨스턴 | 웨스턴 | 웨스턴 | 웨스턴 |
| 1루수    | 이대호 | 롯데 | 247,746  | 이스턴 | 이스턴 | 이스턴 | 이스턴 |
| 1루수    | 장성호 | 한화 | 156,157  | 웨스턴 | 웨스턴 | 웨스턴 | 웨스턴 |
| 2루수    | 정근우 | SK   | 184,368  | 이스턴 | 이스턴 | 이스턴 | 이스턴 |
| 2루수    | 안치홍 | KIA  | 178,957  | 웨스턴 | 웨스턴 | 웨스턴 | 웨스턴 |
| 3루수    | 박석민 | 삼성 | 152,095  | 이스턴 | 이스턴 | 이스턴 | 이스턴 |
| 3루수    | 이범호 | KIA  | 211,590  | 웨스턴 | 웨스턴 | 웨스턴 | 웨스턴 |
| 유격수   | 김상수 | 삼성 | 145,802  | 이스턴 | 이스턴 | 이스턴 | 이스턴 |
| 유격수   | 김선빈 | KIA  | 174,179  | 웨스턴 | 웨스턴 | 웨스턴 | 웨스턴 |
| 외야수   | 김현수 | 두산 | 155,390  | 이스턴 |        |        |        |
| 외야수   | 최형우 | 삼성 | 153,082/ | 이스턴 |        |        |        |
| 외야수   | 전준우 | 롯데 | 148,774  | 이스턴 |        |        |        |
| 외야수   | 이병규 | LG   | 214,808  | 웨스턴 |        |        |        |
| 외야수   | 이용규 | KIA  | 176,935  | 웨스턴 |        |        |        |
| 외야수   | 이진영 | LG   | 173,249  | 웨스턴 |        |        |        |
| 지명타자 | 홍성흔 | 롯데 | 199,201  | 이스턴 | 이스턴 | 이스턴 | 이스턴 |
| 지명타자 | 박용택 | LG   | 219,620  | 웨스턴 | 웨스턴 | 웨스턴 | 웨스턴 |

| 투수     | 차우찬 | 삼성 | 294,061 | 이스턴 | 이스턴 | 이스턴 | 이스턴 |
| 투수     | 류현진 | 한화 | 275,538 | 웨스턴 | 웨스턴 | 웨스턴 | 웨스턴 |
| 포수     | 강민호 | 롯데 | 364,966 | 이스턴 | 이스턴 | 이스턴 | 이스턴 |
| 포수     | 조인성 | LG   | 401,129 | 웨스턴 | 웨스턴 | 웨스턴 | 웨스턴 |
| 1루수    | 이대호 | 롯데 | 417,335 | 이스턴 | 이스턴 | 이스턴 | 이스턴 |
| 1루수    | 장성호 | 한화 | 277,575 | 웨스턴 | 웨스턴 | 웨스턴 | 웨스턴 |
| 2루수    | 정근우 | SK   | 302,089 | 이스턴 | 이스턴 | 이스턴 | 이스턴 |
| 2루수    | 안치홍 | KIA  | 302,567 | 웨스턴 | 웨스턴 | 웨스턴 | 웨스턴 |
| 3루수    | 박석민 | 삼성 | 265,290 | 이스턴 | 이스턴 | 이스턴 | 이스턴 |
| 3루수    | 이범호 | KIA  | 357,679 | 웨스턴 | 웨스턴 | 웨스턴 | 웨스턴 |
| 유격수   | 김상수 | 삼성 | 257,735 | 이스턴 | 이스턴 | 이스턴 | 이스턴 |
| 유격수   | 김선빈 | KIA  | 297,610 | 웨스턴 | 웨스턴 | 웨스턴 | 웨스턴 |
| 외야수   | 최형우 | 삼성 | 268,427 | 이스턴 |        |        |        |
| 외야수   | 박한이 | 삼성 | 261,396 | 이스턴 |        |        |        |
| 외야수   | 전준우 | 롯데 | 258,148 | 이스턴 |        |        |        |
| 외야수   | 이병규 | LG   | 354,317 | 웨스턴 |        |        |        |
| 외야수   | 이용규 | KIA  | 305,077 | 웨스턴 |        |        |        |
| 외야수   | 이진영 | LG   | 286,576 | 웨스턴 |        |        |        |
| 지명타자 | 홍성흔 | 롯데 | 340,003 | 이스턴 | 이스턴 | 이스턴 | 이스턴 |
| 지명타자 | 박용택 | LG   | 361,728 | 웨스턴 | 웨스턴 | 웨스턴 | 웨스턴 |

## 출장 선수
올스타전에 출전하는 선수는 다음과 같으며, 이 가운데 굵은 글씨로 표시된 선수는 팬 투표에 의해 선정된 선수이며, 나머지 선수는 모두 감독 추천에 의해 선발된 선수들이다
| 이스턴 리그 | 이스턴 리그  | 이스턴 리그  | 이스턴 리그           | 웨스턴 리그 | 웨스턴 리그  | 웨스턴 리그  | 웨스턴 리그             |
| ----------- | ------------ | ------------ | --------------------- | ----------- | ------------ | ------------ | ----------------------- |
| 감독        | 김성근 (SK)  | 김성근 (SK)  | 김성근 (SK)           | 감독        | 조범현 (KIA) | 조범현 (KIA) | 조범현 (KIA)            |
| 코치        | 류중일(삼성) | 김광수(두산) | 양승호(롯데)          | 코치        | 박종훈(LG)   | 한대화(한화) | 김시진(넥센)            |
| 투수        | 차우찬(삼성) | 정우람(SK)   | 정대현(SK)            | 투수        | 윤석민(KIA)  | 로페즈(KIA)  | 김성태(넥센)            |
| 투수        | 오승환(삼성) | 니퍼트(두산) | 김선우(두산)          | 투수        | 박현준(LG)   | 주키치(LG)   |                         |
| 투수        | 장원준(롯데) |              |                       | 투수        | 박정진(한화) | 양훈(한화)   |                         |
| 포수        | 강민호(롯데) | 정상호(SK)   | 양의지(두산)          | 포수        | 조인성(LG)   | 신경현(한화) | 차일목(KIA)             |
| 1루수       | 이대호(롯데) | 이대호(롯데) | 최정(SK) 오재원(두산) | 1루수       | 장성호(한화) | 장성호(한화) | 정성훈(LG) 이대수(한화) |
| 2루수       | 정근우(SK)   | 정근우(SK)   | 최정(SK) 오재원(두산) | 2루수       | 안치홍(KIA)  | 안치홍(KIA)  | 정성훈(LG) 이대수(한화) |
| 3루수       | 박석민(삼성) | 박석민(삼성) | 최정(SK) 오재원(두산) | 3루수       | 이범호(KIA)  | 이범호(KIA)  | 정성훈(LG) 이대수(한화) |
| 유격수      | 김상수(삼성) | 김상수(삼성) | 최정(SK) 오재원(두산) | 유격수      | 강정호(넥센) | 강정호(넥센) | 정성훈(LG) 이대수(한화) |
| 외야수      | 최형우(삼성) | 박한이(삼성) | 전준우(롯데)          | 외야수      | 이병규(LG)   | 이용규(KIA)  | 이진영(LG)              |
| 외야수      | 박정권(SK)   | 김현수(두산) |                       | 외야수      | 최진행(한화) | 유한준(넥센) |                         |
| 지명        | 홍성흔(롯데) | 홍성흔(롯데) | 홍성흔(롯데)          | 지명        | 박용택(LG)   | 박용택(LG)   | 박용택(LG)              |

## 올스타전 유니폼
올해 올스타전 유니폼은 이스턴리그에 경우 남색바탕 웨스턴리그는 흰색 바탕의 유니폼을 입었었으며 별과 ALLSTAR라는 글자가 새겨져 있다.

## 홈런 레이스
올해 홈런레이스는 7아웃제로 예선전을 치른 후에 상위 1,2위 선수가 5회말 종료후 10아웃제로 결승을 치르게 되며 홈런 개수가 동일한 선수가 나올 경우 연장은 서든데스로 치러지게 된다

### 예선전
| 선수 | 이대호(롯데) | 최형우(삼성) | 강민호(롯데) | 박정권(SK) | 이병규(LG) | 조인성(LG) | 강정호(넥센) | 최진행(한화) |
| ---- | ------------ | ------------ | ------------ | ---------- | ---------- | ---------- | ------------ | ------------ |
| 개수 | 0            | 3            | 1            | 6          | 3          | 1          | 3            | 1            |

#### 연장 서든데스
| 선수    | 강정호(넥센) | 이병규(LG) | 최형우(삼성) |
| ------- | ------------ | ---------- | ------------ |
| 1차시기 | X            | X          | X            |
| 2차시기 | X            | X          | X            |
| 3차시기 | X            | X          | X            |
| 4차시기 | X            | X          | O            |

### 결승전
| 선수 | 박정권(SK) | 최형우(삼성) |
| ---- | ---------- | ------------ |
| 개수 | 7          | 4            |

## 타자 스피드 킹
이번 올스타전에 새롭게 신설된 스피드 킹은 타자들이 직접 투수가 되어서 총 3번의 시기를 주어지고 3번의 시기 중 높은 구속이 기록으로 인정되며 최고 구속을 기록한 선수가 이기게 된다. 올해는 8명의 선수가 참가 예정이었으나 당초 참가 예정이었던 신경현(한화) 선수가 불참하여 7명의 선수가 최고 구속 기록을 놓고 경쟁을 벌였다.
| 선수           | 최정(SK) | 김상수(삼성) | 양의지(두산) | 김현수(두산) | 이진영(LG) | 정성훈(LG) | 유한준(넥센) |
| -------------- | -------- | ------------ | ------------ | ------------ | ---------- | ---------- | ------------ |
| 1차 시기(Km/h) | 147      | 132          | 128          | 136          | 134        | 135        | 138          |
| 2차 시기(Km/h) | 145      | 134          | 128          | 137          | 136        | 138        | 140          |
| 3차시기(Km/h)  | 145      | 134          | 127          | 138          | 139        | 139        | 140          |

## 프로 야구 30년 레전드 올스타
한국프로야구 30주년을 기념해 팬 투표로 프로 야구 30년 레전드 올스타를 선정했다.
- 투수: 선동열 (현 대한민국 야구 국가대표팀 감독)
- 포수: 이만수(현 KBO 육성위원회 부위원장)
- 1루수: 장종훈 (현 한화 아글스 수석코치 겸 타격코치)
- 2루수: 박정태 (전 롯데 자이언츠 타격코치)
- 3루수: 한대화 (전 KIA 타이거즈 수석코치)
- 유격수: 김재박 (전 LG 트윈스 감독)
- 외야수: 양준혁 (전 삼성 라이온즈 선수), 장효조 (전 삼성 라이온즈 2군 감독), 이순철 (전 KIA 타이거즈 수석코치)
- 지명타자: 김기태 (현 KIA 타이거즈 감독)

## 시합 결과
| 팀 | 1 | 2 | 3 | 4 | 5 | 6 | 7 | 8 | 9 | 10 | R | H  | E |
| 이스턴리그 | 0 | 0 | 0 | 1 | 2 | 0 | 0 | 0 | 0 | 1  | 4 | 7  | 0 |
| 웨스턴리그 | 2 | 1 | 0 | 0 | 0 | 0 | 0 | 0 | 0 | 2  | 5 | 14 | 1 |
| 승리 투수: 박현준 패전 투수: 오승환 홈런: 이스턴 – 최형우(양훈 상대로 5회 2점) 웨스턴 – 조인성(차우찬 상대로 2회 1점) |   |   |   |   |   |   |   |   |   |    |   |    |   |

- 애국가 : 가수 박정현
- 시구자 : 이만수 (프로야구 30주년 레전드 올스타)
- 시포자 : 선동열 (프로야구 30주년 레전드 올스타)

이스턴리그에서는 차우찬을 웨스턴리그에서는 윤석민을 선발로 내세웠다. 초반에는 웨스턴리그가 일방적으로 몰아붙였다. 웨스턴리그는 1회말 이범호의 우전 적시타와 이병규의 우중간 2루타로 가볍게 2점을 선취했다. 이어 2회말에는 선두타자 조인성이 볼카운트 0-1에서 상대 선발 차우찬의 137km짜리 직구를 받아쳐 좌측 외야 담장을 넘기면서 3-0으로 달아났다.
하지만 이스턴리그도 그냥 물러서지 않았다. 이스턴리그는 4회초 강민호 박석민의 안타로 만든 1사 1,3루 찬스에서 정근우의 좌익수 희생플라이로 1점을 만회했다. 5회초 1사 2루에선 최형우가 상대투수 양훈의 130km짜리 포크볼을 우중월 투런홈런으로 연결해 승부를 원점으로 돌렸다. 결국 9회까지 3-3 동점이 되었고 2009년 도입이래 처음으로 올스타전 승부치기가 처음으로 실시되었다.
승부치기 규정에 따라 이스턴리그는 10회초 무사에 각각 2루주자 오재원, 1루주자 김현수를 두고 박정권부터 공격을 시작했다. 이어 2루주자 오재원이 과감히 3루를 파고들어 세이프. 무사 1, 3루가 된 상황에서 박정권의 1타점 2루수 땅볼로 동점 균형을 깼다.
1점차로 뒤진 웨스턴리그는 10회말 이대수와 안치홍을 2루와 1루에 둔 채 이용규부터 공격을 시작했다. 이스턴리그의 마무리로 나선 오승환은 첫 타자 이용규를 우익수 플라이로 처리하더니 유한준을 삼진으로 잡아내 승리를 지키는 듯했다.
하지만 웨스턴리그는 계속된 2사 1, 2루에서 정성훈이 오승환으로부터 우전 적시타를 뽑아 또다시 동점을 만들었다. 벼랑끝에서 극적으로 살아난 웨스턴리그는 결국 이병규의 끝내기 안타가 터지면서 짜릿한 역전승을 일궈냈다.
이병규의 타구는 배트 끝에 맞고 얕은 플라이가 되었으나 공교롭게도 타구가 좌익수와 3루수, 유격수 사이에 떨어지는 안타가 되면서 명승부의 대미를 장식했다.

### 시상
- 올스타 인기상(올스타 투표 최다 득표자에게 수상): 이대호
- 타자 스피드킹 [우승 - 최정, 준우승 - 유한준]
- 홈런레이스 [우승 - 박정권, 준우승 - 최형우, 최대 비거리상 - 박정권(130m)]
- 선구회상: 이용규(웨스턴)
- 탈삼진상: 윤석민(웨스턴,4타자 상대 탈삼진 3개)
- 우수타자상: 최형우(이스턴,4타수 2안타 1홈런 2타점 )
- 우수투수상: 장원준(이스턴,2이닝 2피안타 무실점)
- 승리팀상: 웨스턴리그(최진행 대표 수상)
- 승리감독상: 조범현 (웨스턴리그)
- 미스터올스타상(MVP): 이병규(웨스턴, 5타수 3안타 2타점/연장 10회 끝내기안타) - 기아자동차 K5 2.0 노블레스 풀옵션

## TV 중계
| 일정     | 방송사                   | 캐스터 | 해설위원       | 시청률 | 시청률 |
| 일정     | 방송사                   | 캐스터 | 해설위원       | TNmS   | AGB    |
| -------- | ------------------------ | ------ | -------------- | ------ | ------ |
| 7월 23일 | KBS N Sports             | 권성욱 | 하일성         |        |        |
| 7월 23일 | SBS ESPN                 | 임용수 | 양준혁, 김용희 |        |        |
| 7월 23일 | MBC Sports+(주관 방송사) | 정우영 | 허구연         |        |        |
| 7월 23일 | MBC LIFE                 | 정우영 | 허구연         |        |        |